# Ashley Harkleroad
Ashley Harkleroad (født 2. maj 1985 i Rossville, Georgia) er en kvindelig tennisspiller fra USA, som har stoppet karrieren. Ashley Harkleroad startede sin karriere i 2000 og stoppede i 2010. 
9. juni 2003 opnåede Ashley Harkleroad sin højeste WTA single rangering på verdensranglisten som nummer 39. 
Ashley Harkleroad var den første WTA tennisspiller, der optrådte nøgen i det amerikanske magasin Playboy. Det skete i august 2008 udgaven. 